# Ikeda Akihisa
Ikeda Akihisa (池田 晃久 Ikeda Akihisa, Trì Điền Hoảng Cửu) (sinh ngày 25 tháng 10 năm 1976 tại Nichinan, Miyazaki, Nhật Bản) là một mangaka người Nhật, nổi tiếng với tác phẩm Rosario to Vampire.

## Các tác phẩm chính
- Killt
- Rosario to Vampire
- Rosario to Vampire (phần II)